# Disophrys similipicta
Disophrys similipicta är en stekelart som beskrevs av Turner 1918. Disophrys similipicta ingår i släktet Disophrys och familjen bracksteklar. Inga underarter finns listade i Catalogue of Life.